# Ixora elongata
Ixora elongata är en måreväxtart som beskrevs av Benjamin Heyne och George Don jr. Ixora elongata ingår i släktet Ixora och familjen måreväxter. Inga underarter finns listade i Catalogue of Life.